# Герб комуни Сурагаммар
Герб комуни Сурагаммар (швед. Surahammars kommunvapen) — символ шведської адміністративно-територіальної одиниці місцевого самоврядування комуни Сурагаммар. 

## Історія
Герб було розроблено 1951 року для ландскомуни Сура. Перейшов до ландскомуни Сурагаммар і отримав королівське затвердження 1963 року.   
Після адміністративно-територіальної реформи, проведеної в Швеції на початку 1970-х років, муніципальні герби стали використовуватися лишень комунами. Цей герб був 1971 року перебраний для нової комуни Сурагаммар.
Герб комуни офіційно зареєстровано 1974 року.

## Опис (блазон)
Щит перетятий лускоподібно, у верхньому золотому полі виходять два червоні руків’я з чорними сокирами, розвернуті лезами в протилежні боки.

## Зміст
Сюжет герба походить ще з печатки герада (територіальної сотні) Сневрінге з 1571 року, на якій зображено сокиру. Чорний колір уособлює давні укріплення.